# おっちょこちょい節

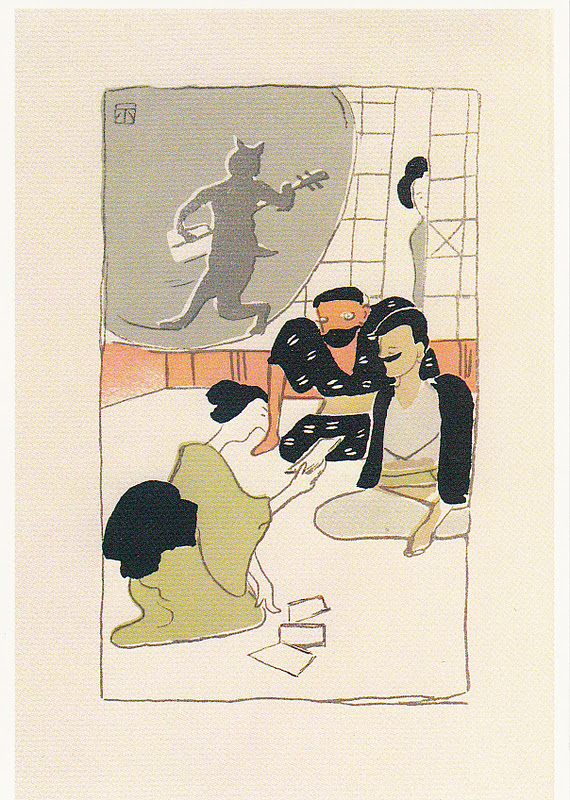
夏目漱石著「吾輩は猫である」中村不折挿し絵1906年

おっちょこちょい節（おっちょこちょいぶし）は、江戸時代、明治時代の流行歌、端唄。「猫じゃ猫じゃ」とも称される。

## 概要
文政11年(1828年)から流行し、その後、俗曲に移り、幕末から明治にかけてふたたび流行した。

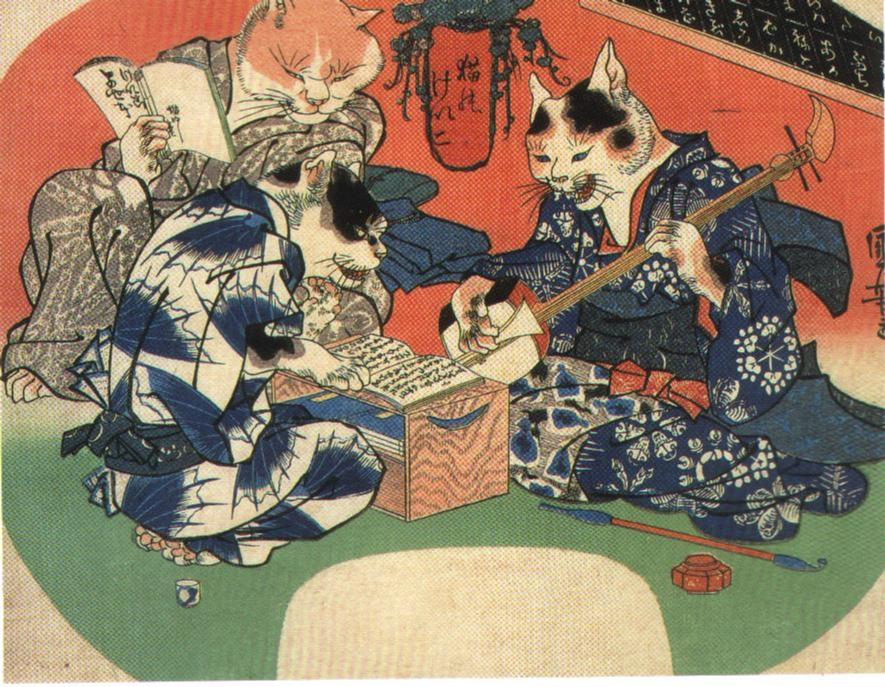
「猫のけいこ」歌川国芳画（1841）

原歌歌詞 - 「蝶々とんぼやきりぎりす、山で、山でさへづるのが松虫鈴虫くつわむし、オツチヨコチヨイノチヨイ」。
最も広く流行した歌詞 - 「猫ぢや猫ぢやとおしやますが、猫が、猫が杖突いて絞りの浴衣で来るものか、オツチヨコチヨイノチヨイ」。
妾女の浮気が旦那にバレそうになっている場面。旦那が急に家に入ってきて、どたばたしながら隠した間男を、女が「猫じゃ猫じゃ」とだまそうとしているという歌
。

## 出囃子
- おっちょこちょい節を出囃子にした落語家や芸人
  - 四代目桂塩鯛(都丸の時代)
  - 四代目桂米紫
  - 立川志ら門
  - 柳家小半治
  - 四代目三遊亭市馬
  - 四代目江戸家猫八
  - 江戸家まねき猫
  - 二代目江戸家小猫

## 関連項目

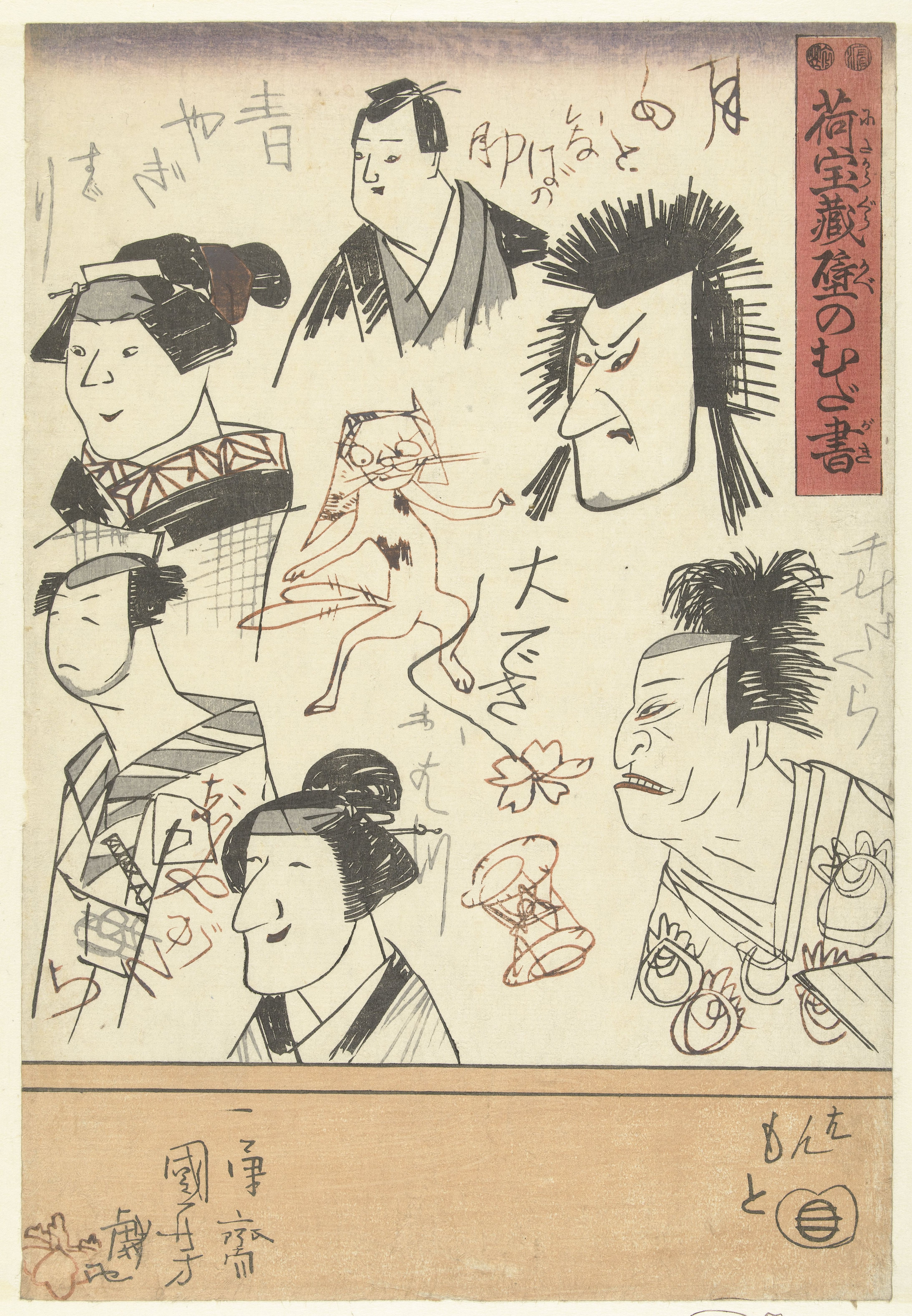
「荷宝蔵壁のむだ書」(1847年)歌川国芳